# Phyllagathis tuberculata
Phyllagathis tuberculata är en tvåhjärtbladig växtart som beskrevs av George King. Phyllagathis tuberculata ingår i släktet Phyllagathis och familjen Melastomataceae. Inga underarter finns listade i Catalogue of Life.